# Skaldskapens språk
Skaldskapens språk (Skáldskaparmál) är namnet på den mellersta och till omfånget största delen av Snorres Edda.
Den traditionella skaldediktningen var i utdöende på Island när Snorre Sturlasson vid 1200-talets början beslöt skriva sin Edda som handbok för unga, blivande skalder. I synnerhet fruktade Snorre att de gamla myterna höll på att glömmas bort. Dessa var ju till sin natur hedniska – och som god kristen var Snorre noga med att påpeka att man inte skulle tro på dem – men kunskap om dessa myter var nödvändig för att förstå skaldernas språk. Skáldskaparmál är därför utformad som en systematisk genomgång av de många omskrivningar, två- eller flerledade kenningar, som skalderna har brukat använda i sina kväden och hur dessa kan förklaras utifrån hjältesagor och förkristna myter.
Texten börjar med en ofullbordad ramberättelse: En man vid namn Ägir (Ægir) eller Lä (Hlér) från Läsö är inbjuden till gästabud hos gudarna i Asgård. Han kommer i samspråk med Brage, skaldekonstens gud, och en dialog utspinner sig dem emellan. Brage berättar hur skaldekonsten en gång uppstod när den vise Kvaser dräptes av dvärgarna som blandade hans blod med honung till mjöd. Den som drack av detta blev skald. Därför kan skaldskapen också kallas Kvases blod. Sedan berättar han hur olika kenningar kan förklaras utifrån händelser i gudavärlden.
Men Snorre släpper snart fiktionen med samtalet mellan Ägir och Brage, och tar själv till orda. Hur ska man känneteckna gudarnas namn, himlen, jorden, havet, djur och människor? Framställningen formar sig nu till en lång katalog över alla tänkbara kenningar, men uppräkningen blir aldrig tråkig eftersom den ständigt måste avbrytas då kenningarna ska förklaras. Och så återberättas myterna en efter en. Det var Snorres uppfattning att blivande skalder måste ha en levande kunskap om dessa myter, så att de själva kunde skapa nya kenningar och variera sitt språk. Allt detta förklarar han själv i boken: han var ju angelägen om att de kristna inte skulle missförstå det hedniska innehållet.
I synnerhet guldet tycks på sagatiden ha haft en mängd omskrivningar. Det kunde kallas Sivs hår, Granes börda, uttergäld, Frodes mjöl, Krakes sådd och mycket annat. Sivs hår förklaras med myten om hur Loke klippte av Siv håret för att sedan, då hennes make blev vred, tvingas be svartalverna smida nytt hår av guld åt henne. Omskrivningarna Granes börda och uttergäld leder till att hela sagan om Sigurd Fafnesbane måste berättas; Frodes mjöl förklaras i Grottesången, och innebörden av Krakes sådd blir uppenbar när Snorre har berättat om hur Rolf Krake på sin flykt undan sveakungen Adils tvingas sprida ut sitt rövade guld längs vägen för att hejda förföljarna. 
Den senare delen av Skáldskaparmál ägnar Snorre åt heiti, det vill säga mer eller mindre ovanliga synonymer för olika begrepp, där varje ord framhäver någon särskild sida eller nyans hos föremålet ifråga. 
Genom hela detta verk strör Snorre rikligt med citat ur den norsk-isländska skaldediktningen. Det pedagogiska syftet är att belysa hur olika kenningar och heiti har använts. Ett 70-tal namngivna skalder citeras, därtill flera anonyma. I många fall är de strofer, som Snorre citerar, de enda som har bevarats av skalderna ifråga. Skáldskaparmál kan därför också ge en viss inblick i hur mycket av denna litteratur som har gått förlorad. Flera av forntidens största drapor skulle i dag ha varit fullständigt okända om inte delar av dem hade blivit inkluderade i Skáldskaparmál. Det gäller Eilif Gudrunssons gåtfulla Torsdrapa, av vilken nästan en hel balk har bevarats; Tjodulf från Hvins Höstlång, som troligen inspirerats av förkristna kultspel; Ulf Uggasons Húsdrápa, som beskriver de myter som en gång funnits avbildade på väggarna i en isländsk hövdings hall (eldhús); samt, inte minst, Brage Boddasons Ragnarsdrapa – den äldsta kända dikt på versmåttet dróttkvætt.

## Lista över skalder som citeras iSkáldskaparmál
De svenska namnformerna följer, med få undantag, de som är föreslagna i Karl G. Johanssons och Mats Malms översättning av Snorres Edda. (is) betecknar isländsk skald och (no) norsk skald.
- Arnor jarlaskald Tordsson (Arnórr jarlaskáld Þórðarson), ca 1012-ca 1075. (is)
- Asgrim Kettilsson (Ásgrímr Ketilsson), 1100-talet. (is)
- Atle den lille (Atli litli), 1000-talet. (is)
- Berse Veleifsson; ibland Holmgångs-Berse (Hólmgǫngu-Bersi Véleifsson), 1000-talet. (is)
- Brage den gamle (Bragi hinn gamli), mytisk kung och skald.
- Brage skald Boddason (Bragi skáld Boddason), mytisk skald, troligen samma som ovan.
- Bränn-Njal Torgeirsson (Brennu-Njáll Þorgeirsson), död 1010. (is)
- Bölverk Arnorsson (Bǫlverkr Arnórsson), 1000-talet. (is)
- Egil Skallagrimsson (Egill Skallagrímsson), 900-talet. (is)
- Eilif Gudrunsson (Eilífr Goðrúnarson), 1000-talets början. (is)
- Eilif kulnasvein (Eilífr kúlnasveinn), 1100-talet. (is)
- Einar Skulason (Einarr Skúlason), 1100-talet. (is)
- Einar skåleglam Helgason (Einarr skálaglamm Helgason), 900-talet. (is)
- Erringar-Stein (Erringar-Steinn), 1000-talet. (is)
- Eyjulf dådaskald (Eyjólfr dáðaskáld), tidigt 1000-tal. (is)
- Eystein Valdason (Eysteinn Valdason), 900-talet. (is)
- Eyvind skaldespillare Finnsson (Eyvindr skáldaspillir Finnsson), död ca 990. (is)
- Gamle gnävadarskald (Gamli gnævaðarskáld), 900-talet. (is)
- Gissur svarte (Gizurr svarti eller Gizurr gullbrárskáld), död 1030. (is)
- Glum Geirason (Glúmr Geirason), 900-talet. (is)
- Grane skald (Grani skáld), 1000-talet. (is)
- Grette Asmundsson (Grettir Ásmundarson), 1000-talet. (is)
- Gunnlaug ormstunga (Gunnlaugr ormstunga), död 1008. (is)
- Hall Snorrason (Hallr Snorrason), 1100-talet. (is)
- Hall-Stein (Hallar-Steinn), sent 1100-tal. (is)
- Halldor skvaldre (Hálldórr skvaldri), 1100-talet. (is)
- Hallfred vandrädaskald Ottarsson (Hallfrǫðr Ottarsson vandræðaskáld), 900-talet. (is)
- Hallvard håreksblese (Hallvarðr háreksblási), 1000-talet. (is)
- Harald (Haraldr), en okänd skald.
- Harald Hårdråde Sigurdsson (Haraldr harðráði Sigurðarson), död 1066. Kung och skald. (no)
- Håvard halte (Hávarðr halti), 1000-talet. (is)
- Illuge Bryndölaskald (Illugi bryndœlaskáld), 1000-talet. (is)
- Jorun skaldemö (Jórunn skáldmær), skaldinna, 900-talet. (no)
- Kolle den prude (Kolli inn prúði), 1100-talet. (is)
- Kormak Ögmundsson (Kormakr Ǫgmundarson), 900-talet. (is)
- Markus Skeggjason (Markús Skeggjason), död 1107. (is)
- Måne skald (Máni skáld eller Skáldmáni), verksam kring år 1200. (is)
- Orm Barröskald (Ormr Barreyjarskáld), 900- och 1000-talet. (Islänning eller från ön Barra i Hebriderna.)
- Orm Steintorsson (Ormr Steinþórsson), 1000-talet. (is)
- Ottar svarte (Óttar svarti), 1000-talet. (is)
- Räv Gestsson eller Hovgårda-Räv (Refr Gestsson), 1000-talet. (is)
- Sighvat Tordsson (Sighvatr Þórðarson), ca 995-ca 1045. (is)
- Skapte Toroddsson (Skapti Þóroddsson), död 1030. (is)
- Skule Torsteinsson (Skúli Þorsteinsson), sent 900-tal. (is)
- Snöbjörn skald (Snæbjǫrn skáld), tidigt 1000-tal. (is)
- Steinar skald (Steinarr skáld), 1000-talet. (is)
- Stein Herdisson (Steinn Herdísarson), 1000-talet. (is)
- Steintor (Steinþórr), 1000-talet. Okänd isländsk skald, möjligen släkt med Orm Steintorsson.
- Stuv den blinde (Stúfr blindi), 1000-talet. (is)
- Styrkår Oddason (Styrkárr Oddason), 1000- eller 1100-talet. (is)
- Sven skald (Sveinn skáld), 1000-talet. (Isländsk eller grönländsk skald)
- Tind Hallkelsson (Tindr Hallkelsson), död ca 1015. (is)
- Tjodulf Arnorsson (Þjóðólf Arnórsson), 1000-talet. (is)
- Tjodulf från Hvin (Þjóðólfr in hvínverski), 800-talet. (no)
- Torbjörn (Þorbjǫrn), en okänd skald, möjligen identisk med Torbjörn skakkaskald.
- Torbjörn disaskald (Þorbjǫrn dísarskáld), 900- eller 1000-talet. (is)
- Torbjörn hornklove (Þorbjǫrn hornklofi), 800-talet. (no)
- Tord Kolbeinsson (Þórðr Kolbeinsson), 1000-talet. (is)
- Tord mauraskald (Þórðr mauraskáld), 1000-talet. (is)
- Tord Sjåreksson (Þórðr Sjáreksson), 1000-talet. (is)
- Torkel hammarskald (Þorkell hamarskáld), 1000-talet och 1100-talet. (is)
- Torleif fager (Þorleifr fagri), troligen identisk med Torleik fager.
- Torleik fager (Þorleikr fagri), 1000-talet. (is)
- Torulf (Þórúlfr), 1000-talet. (is)
- Torvald blandaskald (Þorvaldr blǫnduskáld), 1100-talet. (is)
- Ulf Uggason (Úlfr Uggason), 1000-talet. (is)
- Valgard från Völl (Valgarðr á Velli), 1000-talet. (is)
- Veturlide Sumarlidesson (Vetrliði Sumarliðason), död 999. (is)
- Viga-Glum (Víga-Glúmr), 900-talet. (is)
- Völu-Stein (Vǫlu-Steinn), 900-talet. (is)
- Ölve hnuva (Ǫlvir hnúfa), 800-talet. (no)